# نیلوفر، بورسا
نیلوفر (به ترکی استانبولی: Nilüfer) یک منطقهٔ مسکونی در ترکیه است که در استان بورسا واقع شده‌است.

## خواهرخوانده
شهرهای پچ (شهر کوزوو)، سرس (یونان)، برئیلا، لوبلین و پرنیک خواهرخوانده‌های نیلوفر، بورسا هستند.